# Episodi di Take Two
La prima e unica stagione della serie televisiva Take Two, composta da 13 episodi, è stata trasmessa negli Stati Uniti sul network ABC dal 21 giugno al 13 settembre 2018.
In Italia, la stagione va in onda su Paramount Network dal 2 gennaio 2019. A causa dei bassi ascolti, la serie è stata sospesa.
Gli episodi rimanenti vanno in onda in prima visione in italiano sul canale svizzero RSI LA1 a partire dal 22 maggio 2019.
| n° | Titolo originale    | Titolo italiano            | Prima TV USA      | Prima TV Italia | Prima TV Svizzera |
| -- | ------------------- | -------------------------- | ----------------- | --------------- | ----------------- |
| 1  | Take Two            | Meglio in due              | 21 giugno 2018    | 2 gennaio 2019  | 9 aprile 2019     |
| 2  | Smoking Gun         | Pistola fumante            | 28 giugno 2018    | 2 gennaio 2019  | 16 aprile 2019    |
| 3  | Taken               | Ostaggio                   | 5 luglio 2018     | 2 gennaio 2019  | 23 aprile 2019    |
| 4  | Ex's and Oh's       | Ex e sospiri               | 12 luglio 2018    | 9 gennaio 2019  | 1º maggio 2019    |
| 5  | Death Becomes Him   | La morte è dietro l'angolo | 19 luglio 2018    | 9 gennaio 2019  | 8 maggio 2019     |
| 6  | The Devil You Know  | Tra giustizia e vendetta   | 26 luglio 2018    | 9 gennaio 2019  | 15 maggio 2019    |
| 7  | About Last Night    | Il respiro del diavolo     | 2 agosto 2018     | 2 aprile 2020   | 22 maggio 2019    |
| 8  | All About Ava       | Ava contro Ava             | 9 agosto 2018     | 2 aprile 2020   | 29 maggio 2019    |
| 9  | Shadows of the Past | Fantasmi del passato       | 16 agosto 2018    | 3 aprile 2020   | 5 giugno 2019     |
| 10 | Stillwater          | Mistero a Stillwater       | 30 agosto 2018    | 3 aprile 2020   | 12 giugno 2019    |
| 11 | Family Ties         | Unioni famigliari          | 30 agosto 2018    | 6 aprile 2020   | 19 giugno 2019    |
| 12 | It Takes a Thief    | Caccia al ladro            | 6 settembre 2018  | 7 aprile 2020   | 26 giugno 2019    |
| 13 | One to the Heart    | Colpo al cuore             | 13 settembre 2018 | 7 aprile 2020   | 3 luglio 2019     |